# Novaḱé
Novaḱé (en macédonien Новаќе ; en albanais Novaqi) est un village du nord-ouest de la Macédoine du Nord, situé dans la municipalité de Bogovinyé. Le village comptait 304 habitants en 2002. Il est majoritairement albanais.

## Démographie
Lors du recensement de 2002, le village comptait :
- Albanais : 304